# Taeniacanthodes
Taeniacanthodes är ett släkte av kräftdjur. Taeniacanthodes ingår i familjen Taeniacanthidae.
Kladogram enligt Catalogue of Life:
| Taeniacanthodes | \| \| Taeniacanthodes gracilis \| \| \| \| \| \| Taeniacanthodes haakeri \| \| \| \| |
|                 | \| \| Taeniacanthodes gracilis \| \| \| \| \| \| Taeniacanthodes haakeri \| \| \| \| |
|                 | Irodes                                                                               |
|                 |                                                                                      |
|                 | Pseudotaeniacanthus                                                                  |
|                 |                                                                                      |
|                 | Scolecicara                                                                          |
|                 |                                                                                      |
|                 | Taeniacanthus                                                                        |
|                 |                                                                                      |
|                 | Taeniastrotos                                                                        |
|                 |                                                                                      |
|                 | Taeniacanthodes gracilis                                                             |
|                 |                                                                                      |
|                 | Taeniacanthodes haakeri                                                              |
|                 |                                                                                      |

|  | Taeniacanthodes gracilis |
|  |                          |
|  | Taeniacanthodes haakeri  |
|  |                          |